# Барби в приказна история за модата
„Барби в приказна история за модата“ е компютърно анимиран приключенски филм от 2010 г., режисиран от Уилям Лау и продуциран от Mattel Entertainment (под името Barbie Entertainment ) с Rainmaker Entertainment.
За първи път филмът е пуснат на DVD на 14 септември 2010 г. и месец по-късно прави своята телевизионна премиера по Nickelodeon на 21 ноември 2010 г.   Осемнадесетият от поредицата филми за Барби включва гласа на Даяна Каарина като Барби, която за първи път замества Кели Шеридан.  Филмът се върти около Барби, която пътува до Париж и открива, че леля ѝ Милисънт затваря модната си къща. Но Барби и помощничката на леля ѝ – Алис, се опитват да спасят бизнеса с помощта на три магически създания.

## Сюжет
Внимание:  Текстът по-долу разкрива сюжета на произведението (или части от него)!
Докато снима адаптация на „Принцесата и граховото зърно“, Барби поставя под съмнение странните творчески решения на режисьора, което води до нейното уволнение. Веднага след това Барби получава критики в социалните медии и получава телефонно обаждане от Кен, който къса с нея. С разбито сърце и за да се отърве от проблемите си, Барби отива на почивка в Париж, за да посети леля си Милисънт, която е уважавана модна дизайнерка. Междувременно приятелите на Барби – Тереза и Грейс, отиват да се срещнат с Кен, където се разкрива, че раздялата всъщност е била запис от съперничката на Барби – Ракел, който тя е направила, докато той е четял сценарий. Кен решава да отиде в Париж, за да поправи недоразумението с Барби.
В Париж Барби научава от конкурентката на леля си – модната дизайнерка Жаклин, че Милисънт е във фалит. Барби се среща с леля си и нейната асистентка Алис и разбира, че леля ѝ е загубила работата си поради отрицателни отзиви в социалните мрежи и е продала сградата на франчайз ресторант за хотдог.
След това Алис отвежда Барби на тавана и ѝ разказва за магическите създания, които уж са живеели в модната къща. Поставяйки един от оригиналните дизайни на Алис в магически гардероб, Барби и Алис намират и рецитират песен, с която успяват да извикат три магическите създания, които се представят като Флери – Шайн, Шимър и Глимър. Впечатлени от дизайна на Алис, Флери използват своята магия, за да го подсилят с искри. Тъй като модната къща е източникът на силата на Флери, Барби и Алис решават да направят модно шоу, включващо нови дизайни създадени от Алис, за да съберат пари и да спасят сградата.
Жаклин скоро научава за Флерите и ги отвлича и ги накарва да добавят блясък и към нейните дизайни. Откривайки, че тоалетите не са вдъхновяващи, Флери предупреждават Жаклин, че магията им може да е нестабилна. Жаклин ги игнорира и планира да направи собствено модно шоу същата вечер като това на Милисънт.
Въпреки изчезването на Флери, Милисънт е вдъхновена от дизайните на Алис и им помага в работата по линията за модното шоу. По-късно същата вечер пуделът на Барби, Секуин, и кучето и котката на Милисънт, Жак и Джилиана, са предупредени за местоположението на Флери от следа от искри. Трите домашни любимци се промъкват в модната къща на Жаклин и ги спасяват. На следващия ден Барби, Алис и Милисънт се събуждат, за да открият блясък, добавен към всичките им нови тоалети, и приказен подиум за модното шоу.
Същата вечер Жаклин представя модното си ревю, но магията на Флери дава обратен резултат и тоалетите започват да гният на модния подиум. Разочарованата публиката си тръгва и се стича в модното шоу на Милисънт отсреща. Барби моделира новите дизайни в грандиозно модно ревю. Във финала Глимър използва магията си, за да трансформира роклята на Барби, разкривайки собствения си талант на дизайнер. Скоро след това Кен пристига, сблъсквайки се с многобройни заобиколни маршрути по време на пътуването си, и потвърждава отново любовта си към Барби и я целува, а семейство Флейри трансформират дрехите му в нов костюм. Един от зрителите в публиката прави огромна поръчка на модели от линията, което е достатъчно, за да може Милисънт да изкупи обратно сградата от собственика на ресторанта.
Разкаяната Жаклин, която е гледала модното шоу, се извинява за действията си. Милисънт приема извинението ѝ и дори се съгласява да работи с нея понякога. Лилиана Роксел, която е топ моден критик в Париж, ги поздравява за впечатляващото шоу и ги кани на парти. Докато си тръгват, Барби е приближена от представител на студио, който я кани да работи по нов филм като режисьор.

## Герои
- Барби е шестнадесетгодишна тийнейджърска звезда с фантастичен стил. Барби е оптимистична, весела, дружелюбна и лоялна и добър приятел. Тя отива в Париж, за да посети любимата си леля, след като е уволнена от филмовата индустрия, и именно там среща и се сприятелява с Мари-Алесия.
- Кен е седемнадесетгодишен мъж с интерес към спорта и гаджето на Барби. Кен отива на пътуване до Париж, за да докаже, че я обича, след като разбира, че тя е отишла там и той е бил измамен. В крайна сметка двамата отново стават двойка както преди.
- Мари-Алесия – „Алис“ е срамежлива, амбициозна шестнадесетгодишна модна дизайнерка с известен талант. Мечтата ѝ е да успее в света на модата, но е твърде скромна и неуверена в себе си, за да предприеме смели ходове. Но благодарение на Барби тя придобива увереност в себе си и своите способности.
- Леля Милисънт е лелята на Барби. Милисънт е собственик на собствена модна къща в Париж. Тя е забавна и мила. Нейна формална съперница е Жаклин. Тя е сестра на Маргарет Робъртс (майката на Барби).
- Тереза е шестнадесетгодишната приятелка на Барби с уникална перспектива и гледна точка. Тя е много игрива и дори вярва в извънземни и саскуоч[поясни].
- Грейс е шестнадесетгодишна приятелка на Барби. Тя е много практична и зряла и обича да дава съвети.
- Ракел е шестнадесетгодишната съперничка на Барби. Тя винаги се опитва да вгорчи живота на Барби, като веднъж дори ѝ разкъсва роклята. Тя се обажда на Барби и пуска запис на гласа на Кен, за да накара Барби да си помисли, че Кен е скъсал с нея, вдъхновявайки я да пътува до Париж и да се срещне с леля си.
- Жаклин е лесно забележима с нейния ханш и проницателна личност и е на върха на модата. Като подъл и конкурентен дизайнер на Милисънт, тя не иска да бъде модерна; тя иска сама да започне тенденциите и ще направи всичко, за да напредне. Но в крайна сметка тя се променя и се извинява за поведението си.
- Делфин е шестнадесетгодишната вярна помощничка на Жаклин и фен номер едно. Обикновено тя се съгласява с хитрите схеми на шефа си, но дълбоко в себе си е добър човек с добро сърце и предпочита да играе честно. Харесва животните.
- Флери – Шимър, Глимър и Шайн са трио от стилни Флери, създания с искрящи сили и без крила. Те добавят блясък към всяко облекло, което ги вдъхновява да го подобрят.

Шайн (розово) е нахалният, безстрашен лидер. Тя добавя красив ефект на блясък към модата. Въпреки елегантните си размери, тя не се страхува да отстоява себе си. Тя също така се грижи другите Флери да останат на линия. Тя има страхотно чувство за хумор, което я прави страхотна компания.
Шимър (лилаво) е безгрижният, щастлив мечтател, който винаги очаква положителни неща. Нейният магически нюх добавя блясък към модата. Обикновено се намира на заден план усмихната, но тя е единствената Флери без значителна роля.
Глимър (коралово) веднъж е имала проблеми с използването на нейните бляскави магически сили, тъй като магията ѝ често е излизала, преди да удари дрехата. Но в крайна сметка нейните сили се оказва, че са да трансформират неща, което е и основният ход на събитията за героя. Тя е превърната в дизайнер на Флерите.
- Секуин е френският пудел на Барби. Точно като собственика си, Секуин обича да носи всичко с блясък, въпреки че е капризна. Освен това е много игрива и обича да се забавлява. Когато за първи път пристигна в модната къща, тя направи бъркотия в стаята на Джилиана и Жак.
- Жак е любезен джак ръсел териер с голям талант за дизайн. Когато среща Секуин, той се влюбва в нея.
- Джилиана е надута, глезена котка. Тя не може да не завърти очи при не толкова незначителната влюбеност на Жак в Секуин. Въпреки че Джилиана е щастлива, че Секуин вдъхновява Жак да проектира отново след прекъсването му, тя не харесва цялата романтика и пух.

## Актьорски състав
- Диана Каарина като Барби
- Ейдриън Петриу като Кен
- Табита Сен Жермен като Мари-Алесия
- Патриша Дрейк като леля Милисънт
- Александра Дивайн в ролята на Жаклин
- Шанън Чан-Кент като Делфин
- Марике Хендриксе като Тереза
- Кандис МакКлур като Грейс
- Брит Ървин като Ракел
- Киара Зани като Шайн
- Кели Мецгер като Шимър
- Андреа Либман като Глимър
- Бранди Коп като Секуин
- Шарл Фати като Жак
- Аник Обонсауин като Джилиана
- Никол Оливър като Лилиана Роксел